# Stazione di Tolmezzo
La stazione di Tolmezzo è stata una stazione ferroviaria posta sulla ferrovia Carnia-Tolmezzo-Villa Santina e capolinea della linea a scartamento ridotto (750 mm) Tolmezzo-Paluzza-Moscardo.

## Storia
La stazione fu aperta nel 1910 nell'ambito della ferrovia da Carnia a Villa Santina. Vi si aggiunse una ferrovia militare decauville a scartamento di 750 mm in direzione di Moscardo. Nella seconda metà del novecento, dopo il calo del traffico passeggeri, ci fu un tentativo di riapertura al traffico con la costruzione di una diramazione merci verso le due località della zona industriale e delle cartiere.